# Mosaert
Mosaert est un label créatif belge fondé fin 2009 par Stromae, accompagné de son demi-frère, directeur artistique, Luc Junior Van Haver,. Il est actif dans plusieurs domaines tels que la musique, l'audiovisuel (production de clips, vidéos) et le prêt-à-porter.

## Historique
Lorsqu'en 2009, Paul Van Haver (connu sous le nom de Stromae) décide de créer un label avec l'aide de son frère Luc Junior Van Haver (son directeur artistique), son but est de garder une certaine indépendance artistique. Rapidement, le label se voit proposer un contrat de licence par Universal Music France pour l'exploitation des deux premiers albums de Stromae, dont le premier est Cheese.
En 2012, lors de la préparation de son second album, Stromae et le reste de l'équipe Mosaert font la connaissance de la styliste Coralie Barbier. Elle est aujourd'hui la femme de Stromae.
Avec le duo de graphistes « Boldatwork », ils se lancent dans une recherche graphique. Ils s'inspirent à la fois de la wax africaine, de ses couleurs vives et de ses techniques d'impression, mais aussi des travaux de Maurits Cornelis Escheret de l'art du pavage. Le résultat devient la signature visuelle du second album de Stromae, Racine carrée, déclinée en différentes tenues de scène.
En juin 2013, Racine carrée est révélé au grand public. Le succès est énorme. En 2015, l'album était déjà vendu à plus de 2,5 millions d'exemplaires dans le monde. Pour sa tournée du même nom, le Racine carrée Tour, Stromae se produit 209 fois à travers quatre continents.
En parallèle, l'idée de ne plus seulement réserver les créations textiles à la scène fait son chemin.

## Mode
En avril 2014, Mosaert sort sa première collection, appelée capsule no 1. Destinée au grand public, elle s'inspire des motifs développés pour l'album Racine carrée et est vendue en quantité limitée.
En décembre 2014 sort la capsule no 2. La troisième ne sera dévoilée qu'en avril 2016 : Le 8 avril 2016, il présente avec sa femme Coralie Barbier la nouvelle capsule de Mosaert,. La quatrième collection, en collaboration avec Repetto, est lancée le 31 mars 2017,. En parallèle est diffusé le titre Repetto x Mosaert, un single de Stromae sans paroles pour faire la promotion de cette quatrième capsule.
En 2018, la marque présente sa capsule no 5 sous forme de défilé au sein du Bon Marché Rive Gauche à Paris et signée Stromae, Coralie Barbier et Luc Junior Van Haver. Pour l'occasion, une exposition présentant les vêtements et le processus de création du label est mise en place et un morceau inédit de Stromae, Défiler, sort. Celui-ci est destiné à accompagner le tout premier défilé de la marque. Cette collection est suivie de la capsule no 6 deux ans plus tard.

## Collaborations artistiques
Après avoir déclaré publiquement vouloir prendre une pause, Stromae se retire temporairement de la scène pour se concentrer sur les différents projets du label. Au-delà de la mode, le label collabore avec d'autres artistes et réalise notamment des clips pour d'autres. 
Avec Martin Scali et sous le collectif Paul, Luc & Martin, ils réalisent le clip de Yael Naim Coward et le clip de Major Lazer featuring PartyNextDoor & Nicki Minaj Run Up. Ils ont également travaillé ensemble sur le film de la candidature de Paris aux Jeux olympiques d'été de 2024.
En 2018, Paul Van Haver et Luc Junior Van Haver assurent la direction artistique du clip de Dua Lipa IDGAF qui est réalisé par Henry Scholfield. La même année, Paul, Luc & Martin signent à nouveau un clip ensemble, celui de La Pluie, morceau d'Orelsan featuring Stromae.
En octobre 2018 sort le clip de Billie Eilish Hostage, vidéo réalisée par Henry Scholfield, sous la direction artistique de Paul et Luc.
Fin 2017, Luc Junior Van Haver et Stromae, en tandem avec l'architecte Kengo Kuma, sont mandatés pour créer une œuvre pérenne dans la gare de Saint-Denis Pleyel qui verra le jour en 2024.
Début 2021, le label collabore au stylisme d'une série limitée exclusive de la Mini électrique basée sur la couleur verte,.

## Filmographie
- 2010 : Alors on danse, Stromae
- 2013 : Formidable, Stromae
- 2013 : Papaoutai, Stromae
- 2013 : Tous les mêmes, Stromae
- 2014 : Ta fête, Stromae
- 2014 : Carmen, Stromae
- 2014 : Ave Cesaria, Stromae
- 2015 : Quand c'est, Stromae
- 2016 : Coward, Yael Naim
- 2017 : Run Up, Major Lazer ft. PARTYNEXTDOOR & Nicki Minaj
- 2017 : film de la candidature de Paris aux Jeux Olympiques 2024
- 2018 : IDGAF, Dua Lipa
- 2018 : La Pluie, Orelsan ft. Stromae
- 2018 : Hostage, Billie Eilish